# Dirk Kummer

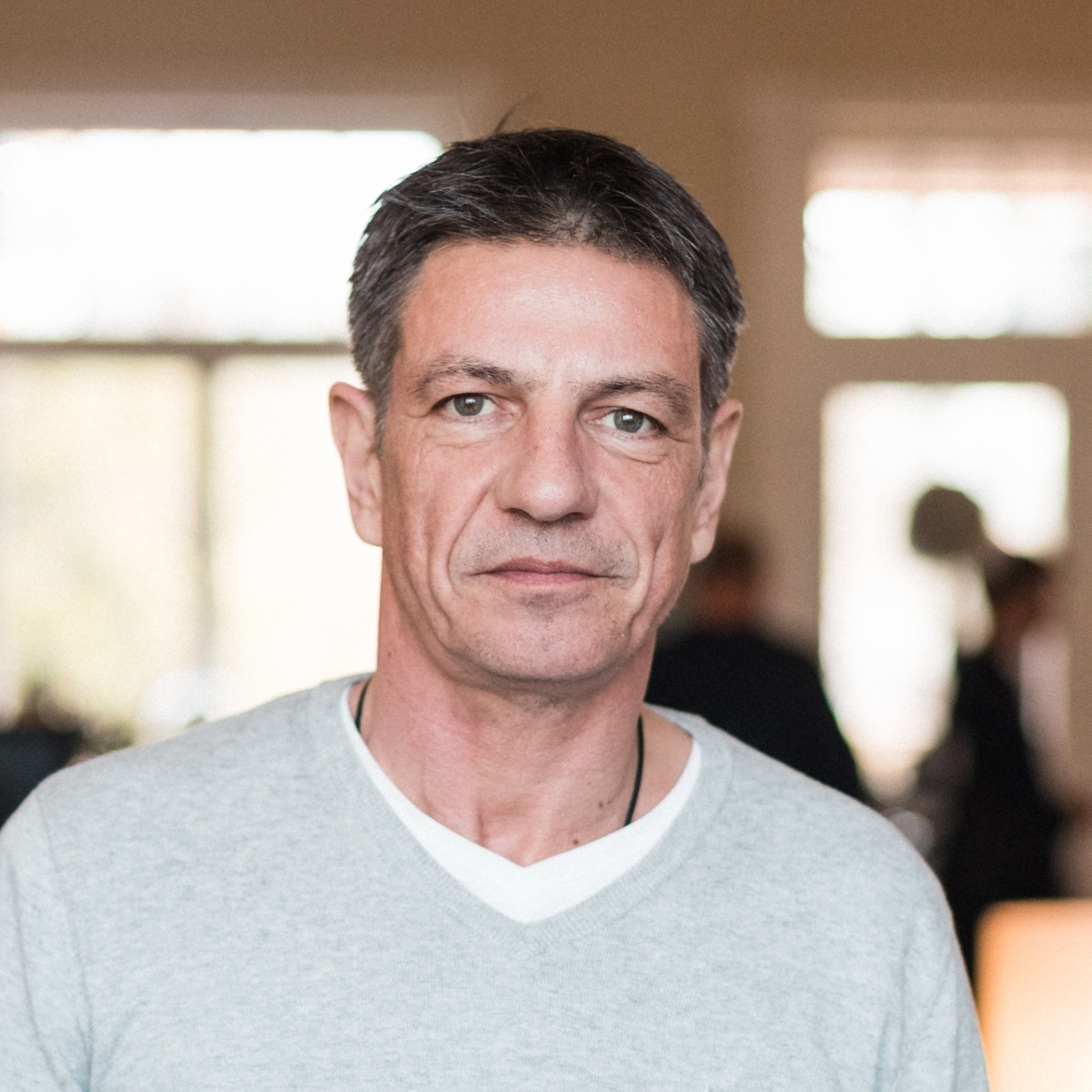
Dirk Kummer (2020)

Dirk Kummer (* 29. September 1966 in Hennigsdorf, DDR) ist ein deutscher Regisseur, Drehbuchautor und Schauspieler.

## Ausbildung und Werk
Kummer wuchs zunächst in Falkensee und ab 1973 in Ost-Berlin auf. Seine erste Rolle hatte er 1979 als 13-Jähriger im Zweiteiler Meines Vaters Straßenbahn des Fernsehens der DDR. Nachdem er 1985 sein Abitur abgelegt hatte, leistete Kummer drei Jahre Wehrdienst bei den Grenztruppen. Danach war er von 1989 bis 1992 Meisterschüler der Ostberliner Akademie der Künste in der Sektion Darstellende Kunst. Parallel dazu lernte er in den Jahren 1989 und 1990 als Gast an der HFF „Konrad Wolf“ in Babelsberg, Fachrichtung Regie, sowie als Gasthörer an der staatlichen Berliner Schauspielschule „Ernst Busch“.
Seine erste große Filmrolle hatte er in einer der letzten DEFA-Produktionen Coming Out. Neben seinem Engagement als einer der Hauptdarsteller in der Rolle des Matthias arbeitete er in dieser Produktion als Assistent des Regisseurs Heiner Carow. Die Premiere des Films fand 1989 am Abend des Mauerfalls im Ost-Berliner Premierenkino International statt.
Anschließend arbeitete Kummer als Regieassistent und Portier. 1992 ging er in die Schweiz und nahm dort für ein Jahr Schauspielunterricht an der Hochschule für Musik und Theater Bern. Von 1993 bis 2002 arbeitete er nur noch sporadisch als Schauspieler und hauptsächlich als Regie-Assistent, unter anderem bei Konrad Sabrautzky, Richard Huber, Kaspar Heidelbach, Susanne Schneider, Anna Justice und Gunther Scholz. 2002 erhielt er ein Autorenstipendium der Drehbuchwerkstatt Nürnberg und des Bayerischen Rundfunks.
Zu seinem vielfach preisgekrönten Film Zuckersand ist 2019 das Kinderbuch „Alles nur aus Zuckersand“  erschienen. Das Hörbuch dazu wurde von Charly Hübner gelesen und von der Deutschen Akademie für Kinder- und Jugendliteratur zum Hörbuch des Monats Oktober gekürt.
Seit etwa 2003 arbeitet Dirk Kummer fast ausschließlich als Regisseur und Drehbuchautor. Nach Stationen in Bayern, Baden-Württemberg und Berlin lebt er jetzt in Potsdam.
Kummer ist Mitglied der Deutschen Filmakademie und im Bundesverband Regie (BVR).

## Filmografie

### Regie
- 1999: Wohin mit den Witwen (auch Drehbuch)
- 2003: Geschlecht: weiblich
- 2005: Charlotte und ihre Männer
- 2010: Keiner geht verloren
- 2010: Dienstags ein Held sein
- 2017: Zuckersand (auch Drehbuch)
- 2018: Alte Bande
- 2019: Herren
- 2020: Der Liebhaber meiner Frau
- 2020: Warten auf’n Bus (Fernsehserie, 8 Folgen)[3]
- 2020: Wer einmal stirbt dem glaubt man nicht
- 2021: 12 Tage Sommer
- 2021: Faltenfrei
- 2022: Ein Taxi zur Bescherung
- 2023: Einspruch, Schatz! - Überraschungsgäste
- 2024: Ungeschminkt (Fernsehfilm)
- 2024: Engel mit beschränkter Haftung (Fernsehfilm)
- 2025:  Makellos (Fernsehfilm)
- 2025: Baumgeflüster (Fernsehfilm)

### Darsteller
- 1979: Meines Vaters Straßenbahn (TV)
- 1988: Die andere Liebe (Dokumentarfilm)
- 1989: Coming Out
- 1991: Die Verfehlung
- 1992: Begräbnis einer Gräfin (Fernsehfilm)
- 1995: Kanzlei Bürger (TV-Serie, Folge Das Wunschkind)
- 1998: Hundert Jahre Brecht
- 1998: A.S. (TV-Serie, Folge Letzter Bluff)
- 1999: Die Hochzeitskuh
- 2024: Ungeschminkt

## Auszeichnungen

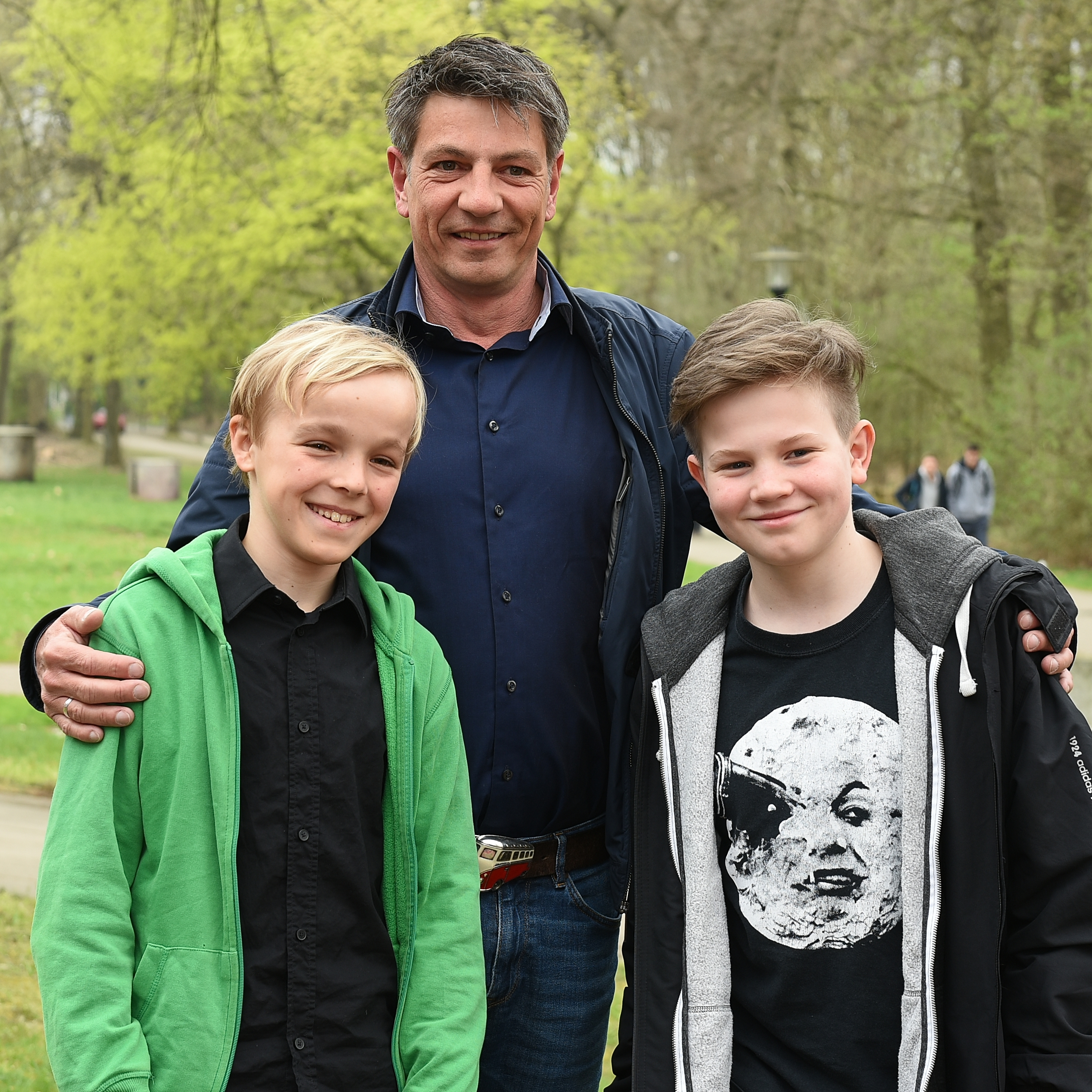
Dirk Kummer mit Tilman Döbler und Valentin Wessely bei der Verleihung des Grimme-Preises 2018

- 2003: Thomas-Strittmatter-Preis (Baden-Württembergischer Drehbuchpreis) für Zuckersand (Arbeitstitel Stille Post)
- 2005: Publikumspreis beim Filmfest Biberach für Charlotte und ihre Männer
- 2017: Bernd Burgemeister Fernsehpreis beim Filmfest München für Zuckersand
- 2017: 3sat-Zuschauerpreis auf dem Fernsehfilmfestival Baden-Baden für Zuckersand
- 2018: Grimme-Preis im Wettbewerb Fiktion für Zuckersand
- 2018: Grand Prix Rolan auf dem Internationalen Filmfestival für Kinder und Jugendliche in Armenien für Zuckersand
- 2019: Bester Fernsehfilm (Hans.W.Geißendörfer Preis) auf dem Filmfest Biberach für Herren
- 2020: Nominiert für den Deutschen Fernsehpreis in den Kategorien „Beste Comedy Serie“ und „Beste Schauspieler“ für Warten auf’n Bus
- 2021: Nominiert für den Grimme-Preis im Wettbewerb Fiktion für Herren und im Wettbewerb Unterhaltung für Warten auf’n Bus
- 2021: Europäischer Civis Medienpreis für Integration und kulturelle Vielfalt für Herren
- 2021: Nominiert für den Bernd Burgemeister Fernsehpreis beim Filmfest München für Faltenfrei
- 2022: Nominiert für den Rheingold Publikumspreis auf dem Festival des deutschen Films Ludwigshafen am Rhein für Ein Taxi zur Bescherung
- 2024: Nominiert für den Bernd Burgemeister Fernsehpreis beim Filmfest München für Ungeschminkt
- 2024: Nominiert für den Rheingold Publikumspreis auf dem Festival des deutschen Films Ludwigshafen am Rhein für Ungeschminkt
- 2024: Publikums-Biber der Biberacher Filmfestspiele für Ungeschminkt[4]
- 2025: Golden Tower beim New York Festivals TV & Film Awards in der Kategorie Entertainment Program – Drama für Ungeschminkt
- 2025: Golden Tower beim New York Festivals TV & Film Awards in der Kategorie Performance by an Actress (Adele Neuhauser) für Ungeschminkt